# North Ogden
North Ogden je město v okresu Weber County ve státě Utah ve Spojených státech amerických. K roku 2010 zde žilo 17 357 obyvatel. S celkovou rozlohou 16,8 km² byla hustota zalidnění 892 obyvatel na km². Město leží 3 míle severně od Ogdenu v nadmořské výšce přesahující 1 400 m n. m.